# 鳕鳞鱼属
鱈鱗魚（意思為「手鰭」），又稱鰭鱗魚、手鰭魚，是已絕種的輻鰭魚，生活於泥盆紀時期的北美洲與歐洲，為一目一科一屬。鱈鱗魚為泥盆記輻鰭魚的基群，被認為是最早擁有標準型態真皮性顱骨的輻鰭魚。
鱈鱗魚體長可達55（22英寸），為生活於淡水的掠食性魚類。擁有流線型的身體，體表由三角形的小盾鱗組成，與棘魚綱類似。鱈鱗魚擁有完整發展的魚鰭，提供游泳時的速度與穩定性。由眼眶的大小可知鱈鱗魚依靠視力狩獵。鱈鱗魚口中具有銳利的椎狀牙齒，並且可大幅度張口，吞噬體型達自身2/3長度的獵物。

## 種

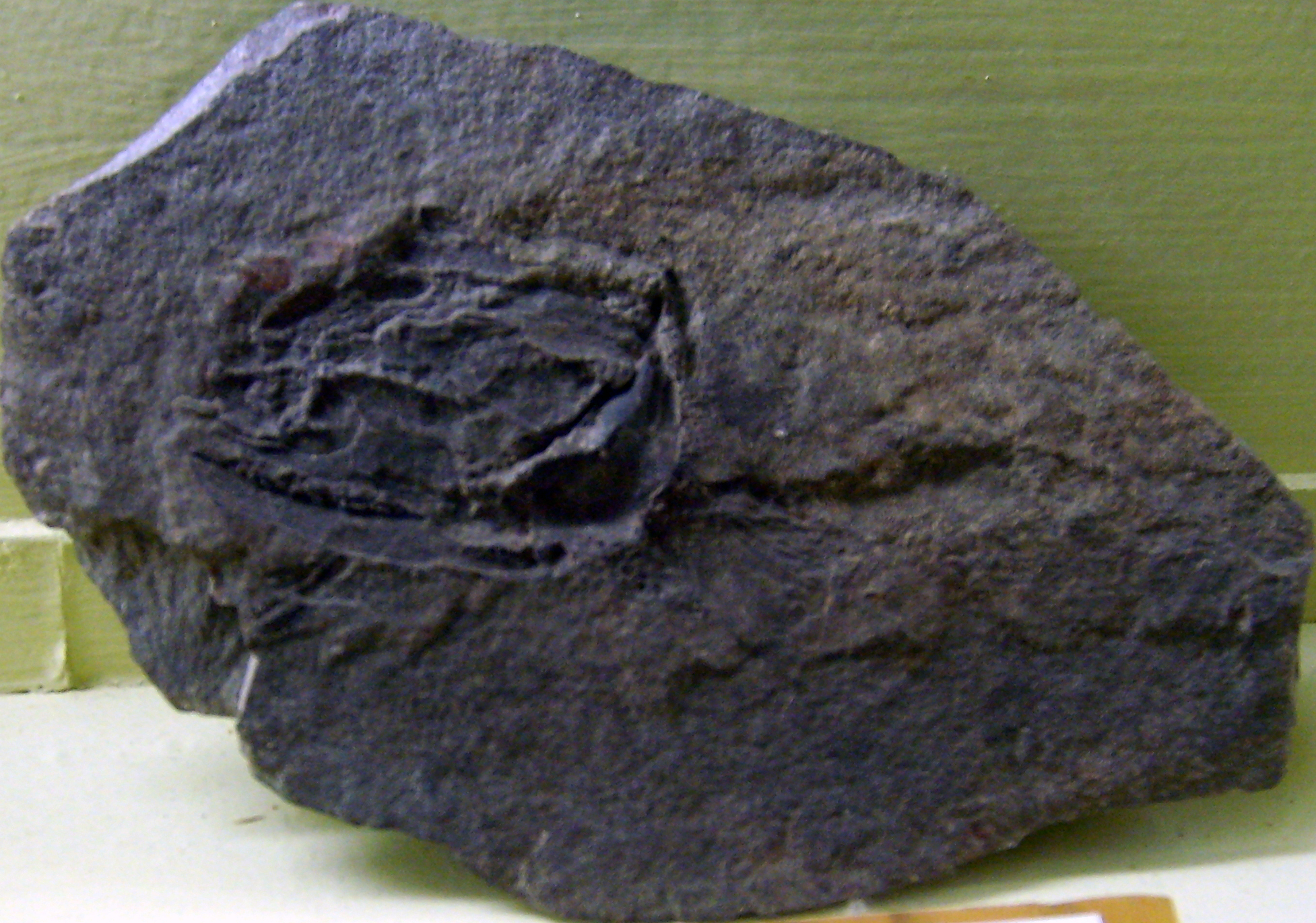
柏林自然博物館展示的Cheirolepis trailli化石

目前已知有6種鱈鱗魚（模式種為C. trailli，發現於1835年）：C. trailli發現於地層年代為泥盆紀中期（艾菲爾階至吉維特階）的蘇格蘭、C. canadensis發現於1881年於地層年代為泥盆紀晚期（弗拉斯階）的加拿大米瓜夏國家公園、C. gracilis與C. gaugeri發現於吉維特階的德國與白俄羅斯，在1973年被描述，但由於僅發現部分鱗片化石因此仍有存在爭議。C. sinualis發現於艾菲爾階的白俄羅斯。近年在內華達州紅山公園發現了部分鱗片與下顎化石（地層年代為泥盆紀中晚期）。原先這些化石被認為屬於C. canadensis，然而之後發現的更多樣本顯示其可能為新的獨立物種，尚待命名。

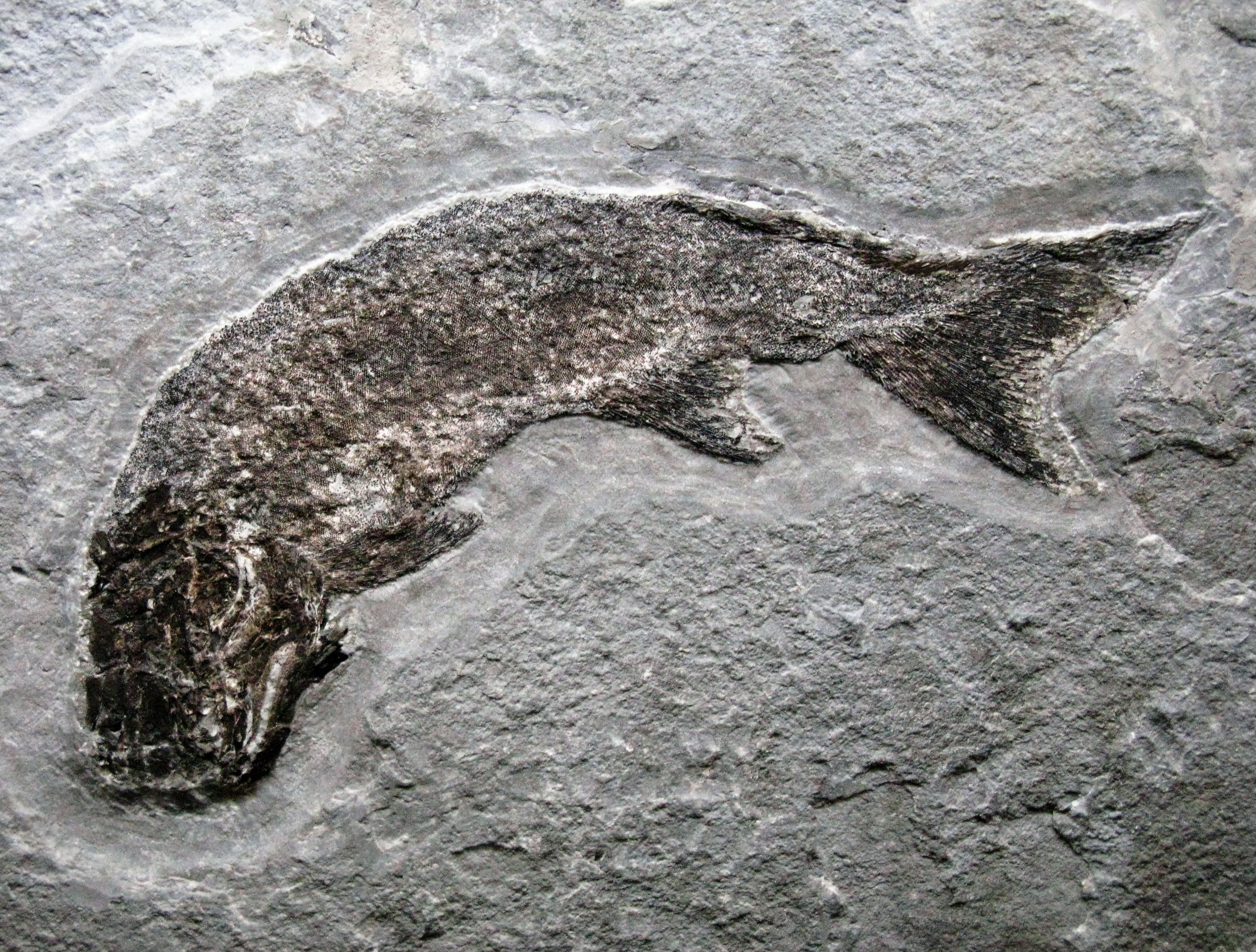
米瓜夏國家公園展示的Cheirolepis canadensis化石

本属包括以下物种：
- †Cheirolepis canadensis Whiteaves, 1881
- †Cheirolepis curtus M'Coy, 1848
- †Cheirolepis gaugeri Gross, 1973
- †Cheirolepis gracilis Gross, 1973
- †Cheirolepis jonesi Newman et al., 2021
- †Cheirolepis macrocephalus M'Coy, 1848
- †Cheirolepis schultzei Arratia & Cloutier, 2004
- †Cheirolepis sinualis Karatajüte-Talimaa[5]
- †Cheirolepis trailli Agassiz, 1835
- †Cheirolepis uragus Agassiz, 1835